# Philadelphia (phim)
Philadelphia là một bộ phim xoay quanh vấn đề HIV/AIDS, đồng tính luyến ái, chứng ghê sợ đồng tính luyến ái và các thái độ khác đối với người đồng tính của tác giả kịch bản Ron Nyswaner và đạo diễn Jonathan Demme với các diễn viên Tom Hanks, Denzel Washington, Joanne Woodward. Bộ phim lấy ý tưởng từ câu chuyện của Geoffrey Bowers, một luật sư đã kiện công ty luật Baker & McKenzie vào năm 1987 vì đã kỳ thị người bị AIDS khi cho một người bị mắc bệnh này nghỉ việc.
Với vai diễn Andrew Beckett, Hanks đã giành giải Oscar cho nam diễn viên chính xuất sắc nhất tại lễ trao giải Oscar lần thứ 66, trong khi bài hát "Streets of Philadelphia" của Bruce Springsteen giành giải Oscar cho ca khúc trong phim hay nhất. Nyswaner cũng được đề cử giải Oscar cho kịch bản gốc xuất sắc nhất, nhưng đã lọt vào tay Jane Campion cho The Piano.

## Nội dung
Adrew Beckett (Tom Hanks đóng) một luật sư có năng lực, làm việc lâu năm trong công ty luật lớn nhất ở Philadelphia. Mặc dù anh đang sống với người yêu là Miguel Alvarez (Banderas đóng), anh giấu những người trong công ty việc anh là người đồng tính và mắc AIDS. Khi công ty giao cho anh một vụ kiện quan trọng, một đồng nghiệp để ý đến một vết u trên mặt anh. Để giấu vết u, anh về nhà chuẩn bị các hồ sơ cho vụ kiện, tuy nhiên sau đó hồ sơ đã bị mất và dữ liệu trong ổ cứng bị xóa. Ai đó đem hồ sơ đó đến phiên tòa và anh bị đuổi việc.
Anh quyết định kiện công ty luật và nhờ nhiều luật sư bào chữa cho mình nhưng bị tất cả từ chối kể cả người đồng nghiệp thân cận Joe Miller (Washington đóng) vì Miller là một người ghê sợ đồng tính luyến ái và biết rất ít về AIDS. Tuy nhiên, sau khi tìm hiểu về cách lây truyền của HIV, và chứng kiến và căm ghét sự ghê sợ của nhiều người đối với Beckett, Miller đã đồng ý bào chữa cho Backett.
Bên bị đơn chứng minh rằng căn bệnh AIDS là do lối sống của Beckett chứ không phải nạn nhân của sự phơi nhiễm và việc sa thải là do sự thiếu năng lực vì một người đồng nghiệp đã không nhìn thấy vết u trên mặt của anh. Tuy nhiên Miller đã chứng minh rằng các vết u là có thể thấy được khi yêu cầu Beckett cởi áo ra.
Beckett kể rằng anh đã định công khai thiên hướng tình dục của mình nhưng đã thay đổi ý định sau khi nghe được những lời nói đùa giỡn nhằm vào những người đồng tính. Anh thừa nhận anh bị lây nhiễm là do quan hệ không an toàn với một người lạ. Tuy nhiên, anh và Miller đã có được thuận lợi khi một nhân viên của công ty nói rằng người này đã biết Beckett bị AIDS nhưng chưa bao giờ tiết lộ cho ai.
Chẳng bao lâu, sức khỏe Beckett suy sụp và anh phải nằm bệnh viện. Tuy vậy, bồi thẩm đoàn đã quyết định anh thắng và công ty luật phải bồi thường cho sự đau đớn, chịu đựng của anh. Miller đến thăm Beckett nằm thảm thương trong bệnh viện và đến sờ vào mặt của anh. Khi Miller ra về, Beckett nói với Miguel rằng anh sắp ra đi. Bộ phim kết thúc bằng cảnh đám tang Beckett với nhiều người đến chia buồn.

## Diễn viên
- Tom Hanks vai Andrew Beckett
- Denzel Washington vai Joe Miller
- Jason Robards vai Charles Wheeler
- Mary Steenburgen vai Belinda Conine
- Antonio Banderas vai Miguel Álvarez
- Joanne Woodward vai Sarah Beckett
- Robert W. Castle vai Bud Beckett
- Ann Dowd vai Jill Beckett
- Lisa Summerour vai Lisa Miller
- Charles Napier vai Thẩm phán Lucas Garnett
- Roberta Maxwell vai Thẩm phán Tate
- Chandra Wilson vai Chandra
- Daniel von Bargen vai Bồi thẩm đoàn
- Karen Finley vai Bác sĩ Gillman
- Robert Ridgely vai Walter Kenton
- Bradley Whitford vai Jamey Collins
- Ron Vawter vai Bob Seidman
- Anna Deavere Smith vai Anthea Burton
- Charles Glenn vai Kenneth Killcoyne
- Tracey Walter vai Thủ thư

## Giải thưởng
Phim giành được giải Oscar diễn viên chính xuất sắc nhất (Tom Hanks) và nhạc phim hay nhất, bài hát Đường phố Philadelphia (Streets of Philadelphia) của Bruce Springsteen. Bộ phim cũng được đề cử giải hóa trang hay nhất (Carl Fullerton và Alan D’Angerio), bài hát Philadelphia của Neil Young, kịch bản phim hay nhất.
Vai chính Andrew Beckett đứng thứ 49 Danh sách 100 anh hùng và kẻ phản diện của Viện phim Mỹ (American Film Institute, viết tắt là AFI). Phim đứng thứ 20 trong danh sách 100 Years…100 Cheers của AFI.

## Bên lề
Đây là bộ phim thứ hai của Hollywood có kinh phí lớn với các ngôi sao hàng đầu nói về AIDS ở Mỹ (phim đầu tiên là And the Band Played On). Nó cũng mở đầu giai đoạn những phim Hollywood có sự thể hiện về người đồng tính một cách sát thực tế hơn vào đầu những năm 90.
Trong một cuộc phỏng vấn cho tài liệu Đằng sau màn ảnh (Celluloid Closet) năm 1996, Tom Hanks tiết lộ rằng vài cảnh tình tứ giữa anh và Banderas đã bị cắt, bao gồm một cảnh hai người ở trên giường. Tuy nhiên, phiên bản DVD của nhà sản xuất Automat Pictures có chiếu cảnh này.
Gia đình Geoffrey Bowers đã kiện tác giả kịch bản và nhà sản xuất phim. Một năm sau khi Bowers chết, nhà sản xuất Scott Rudin đã phỏng vấn gia đình Bowers và theo như lời gia đình này Scott Rudin hứa sẽ bồi thường. Họ cho rằng 54 cảnh trong bộ phim là rất giống với những sự kiện trong cuộc đời Bowers và một số thông tin trong phim có được là nhờ vào phỏng vấn họ. Bên bị đơn nói rằng Rudin đã hủy bỏ dự án đó và thuê một nhà văn viết mà không tiết lộ bất cứ thông tin nào được cung cấp bởi gia đình Bowers. Vụ kiện được dàn xếp sau năm ngày xử án. Mặc dù không có quyết định chính thức, bên bị đơn có thừa nhận rằng bộ phim đã lấy ý tưởng bởi câu chuyện của Bowers.